# Carasobarbus apoensis
Carasobarbus apoensis är en fiskart som först beskrevs av John Banister och Clarke, 1977.  Carasobarbus apoensis ingår i släktet Carasobarbus och familjen karpfiskar. Inga underarter finns listade.
Denna fisk blir upp till 28,8cm lång. Den har inga taggstrålar i ryggfenan och 14 mjukstrålar. I analfenen finns 9 mjukstrålar och ingen taggstråle. Vid munnen finns två skäggtöm. Carasobarbus apoensis har 27 till 32 fjäll längs sidlinjen.
Arten förekommer i Saudiarabien i tillfälliga vattendrag som avvattnar mot Röda havet. Utbredningsområdet är maximalt 500 km² stort. Vid torka vandrar arten till flodernas övre lopp som fortfarande har vatten.
Beståndet hotas när vatten används för jordbruket och betesdjur. Enligt uppskattningar minskade hela populationen med 25 till 50 procent mellan 1997 och 2002. IUCN listar arten som starkt hotad (EN).